# Losjarik
Losjarik (russisk: Лошарик) er en sovjetisk animationsfilm fra 1971 af Ivan Ufimtsev.

## Medvirkende
- Rina Zeljonaja som Losjarik
- Anatolij Papanov
- Georgij Vitsin